# Tadija Tadić
Tadija Tadić (in serbo Тадија Тадић?; Belgrado, 22 aprile 1999) è un cestista serbo.